# Xysticus charitonowi
Xysticus charitonowi là một loài nhện trong họ Thomisidae.
Loài này thuộc chi Xysticus. Xysticus charitonowi được miêu tả năm 1971 bởi Mcheidze.